# Neocompsa werneri
Neocompsa werneri là một loài bọ cánh cứng trong họ Cerambycidae.